# Alfred Flakowski

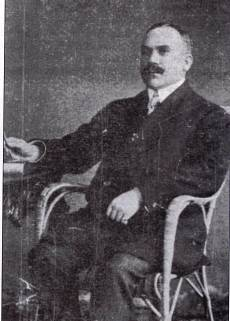
Alfred Flakowski

Alfred Flakowski (* 25. Juli 1872 in Ortelsburg; † 1942 in Brandenburg an der Havel) war ein deutscher Kaufmann.
Er entstammt einer Kaufmannsfamilie. Sein Vater betrieb einen Gemischtwarenhandel, in dem Alfred Flakowski seine Ausbildung absolvierte. Nach seiner Ausbildung war Alfred Flakowski unter anderem Abteilungsleiter in einem Kaufhaus in Berlin. Mit 33 Jahren zog er nach Brandenburg an der Havel. Dort erwarb er das Kaufhaus Conitzer, welches er bis zu seinem Tod 1942 unter dem Namen Flakowski betrieb. Das Haus blieb im Krieg unzerstört und wurde bis in die 1990er Jahre als Kaufhaus genutzt.
Alfred Flakowski prägte mit seinem Engagement das gesellschaftliche Leben von Brandenburg, zum Beispiel in der örtlichen Freimaurerloge und dem Gesellschaftsverein. Seit 1997 ist ein Oberstufenzentrum in Brandenburg an der Havel nach ihm benannt.
Sein Sohn Horst Flakowski richtete die Alfred-Flakowski-Stiftung ein, die in der Stadt Brandenburg verschiedene Projekte der Kinder-, Jugend- und Altenhilfe unterstützt. 
Das Flakowski-Kaufhaus wurde 1992 für 10 Millionen DM verkauft. Mit der Hälfte des Erlöses gründete er 1993 die genannte Stiftung. Das Elternhaus übertrug Horst Flakowski 1995 der Stiftung als Zustiftung. Das zweigeschossige Gebäude wurde mit 1,3 Millionen DM rekonstruiert und zu einer Begegnungsstätte („Haus der Generationen“) umgebaut.